# 鹿港神社
24°03′06″N 120°26′24″E / 24.051640°N 120.439937°E
鹿港神社為台灣日治時期位於臺中州彰化郡福興庄的神社，設立於1939年。原址位於今彰化縣福興鄉鹿港國中。

## 介紹
鹿港神社位處鹿港街和福興庄之間，是為了此兩街庄民參拜所設立的神社。鹿港神社的設立係於1938年11月12日經臺灣總督府許可，於1939年10月10日舉行鎮座祭落成，祭神為明治天皇、北白川宮能久親王、大綿津見神（海神）、事代主命（海神），例祭日為10月10日。神社社神社境面積約5,254坪，神社設施包含本殿、祝詞殿、拜殿、拜殿向拜、神饌所、祭器庫、手水舍、社務所、鳥居兩座、常夜燈一對、燈籠、神燈、社號標。
二戰後，於1947年2月由鹿港初級中學校校舍建築委員會戡定鹿港神社作為校址，即今鹿港國中。

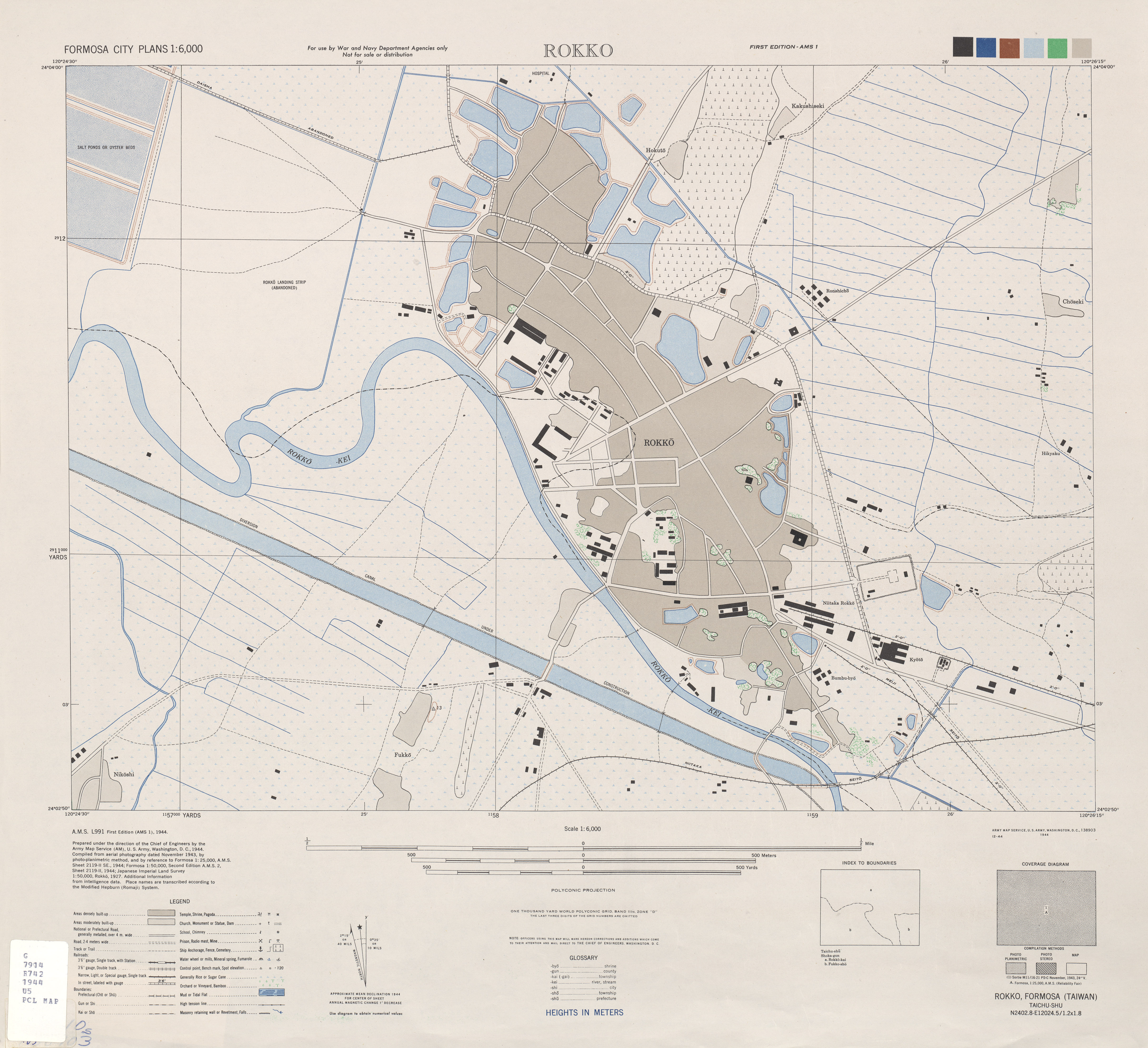
1944年鹿港街地圖，市區東側可見鹿港神社配置

## 社掌
- 1939年：由臺中神社社掌羽田野禮市兼任
- 1940年至1941年：佐佐木健逸
- 1942年至1944年：中川原新[3]